# Vásártelke
Vásártelke (románul Stoboru) falu Romániában, Szilágy megyében.

## Nevének említése
Első említése 1521-ből való. 1839, 1863,1873 Sztobor, 1920 Stobor.

## Lakossága
1850-ben 263 fős lakosságában már nem találunk magyarokat. A későbbiekben néhány magyar települt ugyan a faluba (legfeljebb hat fő), de az 1992-es népszámlálási adatok szerint a  falunak már nincs magyar lakosa. 1850-ben a teljes lakosság görögkatolikus volt, 1992-re három fő baptista kivételével mindenki (40 fő) ortodox vallású.

## Története
Útmaradványok ókori római időkre utalnak. Egykori görögkatolikus temploma 1715-ben épült. 1917-ben Jegenye római katolikus filiája volt.
A falu a trianoni békeszerződésig Kolozs vármegye Hídalmási járásához tartozott.

## Külső hivatkozások
- Kalotaszeg honlapja - kalotaNET
- Cuzaplac